# José Antonio Martí
José Antonio Martí (Tortosa, 1719 - Real Monasterio de Montserrat, 3 de enero de 1763) También conocido como José Martí, fue un compositor, pedagogo y maestro de capilla español.

## Biografía
Poco o nada se sabe de sus años de formación. Consta que, en 1749, dejó su trabajo como organista y maestro de la capilla de la iglesia de la Soledad de Madrid, para hacerse monje en Montserrat. Tomó el hábito benedictino el 10 d octubre de 1749 y el 9 de agosto de 11753 fue nombrado maestro de capilla y de la escolanía, tareas que continuaría hasta su fallecimiento, a la edad de cuarenta y tres años. Dos de sus discípulos montserratinos se convertirían en compositores de cierta fama: Anselmo Viola y Narciso Casanovas.
Influyó considerablemente en la escuela musical montserratina, al introducir el estilo italianizante que había conocido en su estancia en Madrid. Se han encontrado ecos de Giovanni Battista Pergolesi en su obra, sobre todo en lo que se refiere al tratamiento de las voces y la melodía.
De él dice Antonio Rafols:

[...] dotado de un talento músico el más vivo, y de un gusto varonilmente delicado, versado en todos los vastos ramos que presenta la facultad, imbuido en la latinidad y la poedía.

## Obra
Su producción musical es muy amplia y se conservan unas cien en el Monasterio de Montserrat.
Entre sus composiciones seglares se encuentran un Fandango y la zarzuela Una vez da Amor la Paz, con libreto de Pedro Pablo Gregori, estrenada en Barcelona en 1746.

### Composiciones litúrgicas
Compuso varias misas para cuatro y cinco voces, una Misa de difuntos, una Misa completa para dos coros y orquesta, una Misa para dos voces e instrumentos (que se conserva en la Biblioteca Nacional de España), dos cantatas de Navidad para coro y orquesta, Magnificats, varios responsorios dedicados a la Navidad y a la Natividad de Nuestra Señora, para voz y orquesta, seis sonatas instrumentales, un Stabat Mater y seis Lamentaciones de Semana Santa.
- Beata me dicent, a 4 voces e instrumentos
- Cogitavit Dominus, para cuatro voces y acompañamiento
- Ego vir videns, para 3 voces
- Magnificado, para cuarteto vocal solista, corazón y orquesta
- Magnificado, para seis voces, orquesta de cuerda, 2 trompas y acompañamiento de órgano
- O magnum mysterium: responsorio para las maitinas de Navidad, para soprano, doble corazón y orquesta
- Manum suam misit, para 2 voces y acompañamiento de cuerda
- Matribus suis, para seis voces
- Peccatem me quotidie, para 9 voces
- Quem visditis pastores, para 4 voces y orquesta
- Quomodo sedito sola, para 8 voces y orquesta
- Silencio: cantata de Navidad, para voces solistas, corazón y orquesta
- Sonata, para órgano
- Te Deum, laudamus, a 4 voces y orquesta

### Villancicos
- Los pastorcillos dejan por la cordera, a 6 voces
- Muchachitos vaya que traigo una letra, a 5 voces y acompañamiento
- Silencia de los Dolores
- Suspende el labio su acento, para cuatro voces y acompañamiento
- Villancico de Kalenda: Silencio, abismo, para coro y orquesta
- Villancico de Kalenda: Oscura mansión triste, para coro y orquesta